# Biała Julianna
Biała Julianna – szlachetna odmiana marmuru kalcytowego o białym kolorze.
Odmiana charakteryzuje się wysokim stopniem przekrystalizowania oraz wysoką zawartością czystego węglanu wapnia oraz niską zawartością tlenku magnezu. Odmianę tworzą średnio i grubokrystaliczne białe marmury kalcytowe, które w kierunku spągu złoża przechodzą w szare i laminowane. Złoże marmuru Biała Julianna znajdują się w Masywie Śnieżnika w okolicach Stronia Śląskiego oraz w Sławniowicach. Obecnie odmiana marmuru Biała Julianna nie jest eksploatowana.
Biała Julianna jest szlachetną odmianą marmuru odporną na wietrzenie o wysokich wartościach dekoracyjnych i wysokiej jakości. 

## Zastosowanie
W przeszłości z Białej Julianny wyrabiano drobną galanterię: świeczniki, płyty stołowe, garnitury na biurka itp. oraz stosowano do dekoracji kościołów i pałaców.